# California Conquest
California Conquest is een Amerikaanse western uit 1952, geregisseerd door Lew Landers en met Cornel Wilde en Teresa Wright in de hoofdrollen. De film speelt zich af in de vroege jaren 1840 en behandelt een samenzwering van inheemse hidalgo Californio's om het destijds Mexicaanse gebied Californië over te dragen aan het Russische Keizerrijk.

## Verhaal
Don Arturo Bordega (Cornel Wilde) behoort tot de oude Spaanse adel en is een uitgesproken voorstander van de annexatie van Californië door de Verenigde Staten. Onderweg naar een geheime bijeenkomst ter ondersteuning van dat doel, wordt hij aangevallen door bandieten onder leiding van José Martínez (Alfonso Bedoya), maar hij weet te ontsnappen. De geplande "eregast" bij de bijeenkomst is niemand minder dan John Charles Frémont, destijds kapitein in het Amerikaanse leger. Bandieten van Martínez proberen Frémont te vermoorden, maar verwonden hem slechts licht. Tijdens de bijeenkomst onthult Frémont dat de Verenigde Staten geen plannen hebben om Californië te annexeren.
Later wordt duidelijk dat de broers Brios, Ernesto (Eugene Iglesias) en Fredo (John Dehner), Martínez hebben betaald om zich gewelddadig te verzetten tegen de beweging voor Amerikaanse annexatie van Californië. Dit maakt deel uit van hun complot om Californië over te dragen aan het keizerrijk van de Russische tsaar, in ruil voor de belofte om eerst Ernesto en daarna Fredo aan te stellen als Russische koloniale gouverneur.
De bandieten van Martínez bemachtigen gewelddadig een aantal geweren van wapensmid Sam Lawrence (Hank Patterson) om een gewapende strijdmacht te ondersteunen voor de Russische verovering van Californië. Dit wekt de woede op van zijn dochter Julia (Teresa Wright), die zich aansluit bij Arturo Bordega om de bende van Martínez te infiltreren en hun rol in het complot te dwarsbomen. Tijdens deze periode ontdekken ze de aard van het complot van de Brios-broers. Julia doodt Martínez, en Ernesto Brios wordt door Bordega in een duel gedood. Arturo en Julia reizen vervolgens naar Fort Ross, waar ze Fredo Brios, een (fictieve) Russische prinses Helena de Gagarine, en een hooggeplaatste Russische legerofficier gevangennemen, waarmee ze de samenzwering verijdelen. Tijdens hun reis worden Arturo en Julia verliefd en de film eindigt met hun voornemen om te trouwen en "14 kinderen te krijgen".

## Rolverdeling
- Cornel Wilde als Don Arturo Bordega
- Teresa Wright als Julie Lawrence
- Alfonso Bedoya als José Martínez
- Lisa Ferraday als Helena de Gagarine
- Eugene Iglesias als Ernesto Brios
- John Dehner als Fredo Brios
- Ivan Lebedeff als Alexander Rotcheff
- Tito Renaldo als Don Bernardo Mirana
- Renzo Cesana als Fr. Lindos
- Baynes Barron als Igna'cio
- Rico Alaniz als Pedro
- William Wilkerson als Fernando (als William P. Wilkerson)
- Edward Colmans als Juan Junipero
- Alex Montoya als Juan